# Hans Jürgen Prömel

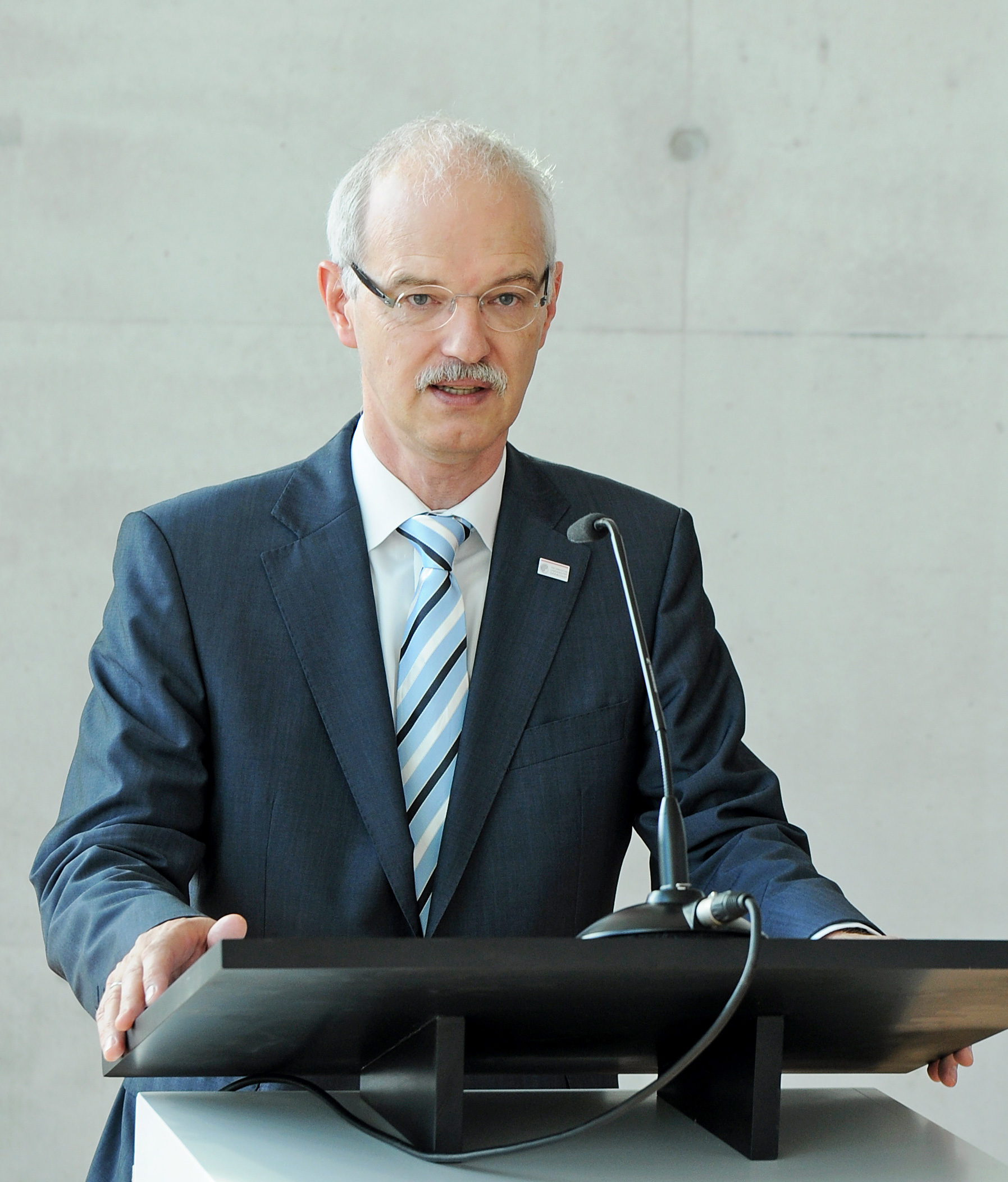
Hans Jürgen Prömel, 2012

Hans Jürgen Prömel (* 16. September 1953 in Bienen, Nordrhein-Westfalen) ist ein deutscher Mathematiker. Von 2007 bis 2019 war er Präsident der Technischen Universität Darmstadt. Von März 2021 bis März 2024 war er Gründungspräsident der Technischen Universität Nürnberg. Das Niedersächsische Ministerium für Wissenschaft und Kultur (MWK) hat Hans Jürgen Prömel mit Wirkung zum 1. Juli 2024 vorübergehend als Staatskommissar die Leitung der Hochschule für Musik, Theater und Medien Hannover (HMTMH) übertragen.

## Leben
Prömel studierte nach seinem Abitur am Humanistischen Gymnasium in Emmerich von 1974 bis 1979 Mathematik und Wirtschaftswissenschaft an der Universität Bielefeld. 1982 wurde er in Bielefeld mit einer Arbeit über Induzierte Partitionssätze bei Walter Deuber (1942–1999) zum Dr. math. promoviert. 1984 bis 1985 hatte er eine Gastprofessur an der University of California, Los Angeles inne. 1987 habilitierte er sich an der Rheinischen Friedrich-Wilhelms-Universität Bonn mit einer Schrift im Gebiet des Operations Research.
1988 nahm er einen Ruf auf eine ordentliche Professur für Diskrete Mathematik an der Universität Bonn an; 1994 wechselte er auf den Lehrstuhl für Algorithmen und Komplexität an die Humboldt-Universität zu Berlin (HU). Dort war Prömel von 2000 bis 2007 hauptamtlicher Vizepräsident für Forschung. 2005 leitete er die HU als kommissarischer Präsident.
2007 wählte ihn die Universitätsversammlung der Technischen Universität Darmstadt zum Präsidenten und er trat am 1. Oktober 2007 die Nachfolge von Johann-Dietrich Wörner an. Im Jahr 2013 wurde er für eine zweite Amtszeit bis 2019 bestätigt. Ein Resümee seiner 12-jährigen Amtszeit findet sich in der „Rede des Präsidenten zu seinem Abschied 2019“. Am 1. Oktober 2019 wurde er von der Politologin Tanja Brühl abgelöst.
Im Februar 2021 wurde Prömel zum Gründungspräsidenten der im Aufbau befindlichen Technischen Universität Nürnberg benannt, mit Amtsantritt zum 1. März 2021.
Seine Hauptarbeitsgebiete waren die Kombinatorik und Graphentheorie, die Anwendung probabilistischer Methoden und diskreter Optimierungsalgorithmen in der Mathematik, der Informatik und den Ingenieurwissenschaften.
Hans Jürgen Prömel ist seit 1982 verheiratet und hat eine Tochter und einen Sohn.

## Ämter und Funktionen
Prömel gehörte dem Präsidium der Deutschen Mathematiker Vereinigung (DMV) von 2002 bis 2008 an. In dieser Zeit hatte er auch den Vorsitz des Verwaltungsrats des Zuse-Instituts Berlin inne und war Mitglied des wissenschaftlichen Rats des DFG-Forschungszentrums MATHEON, verantwortlich für das Gebiet „Life Science“. Er war von 2001 bis 2007 Sprecher der Forschergruppe „Algorithmen, Struktur und Zufall“ der Deutschen Forschungsgemeinschaft DFG. Prömel war 1996 einer der Gründer der Fachgruppe „Diskrete Mathematik“ in der DMV und von 1997 bis 2002 der erste Sprecher dieser Fachgruppe.
In vielfältiger Weise engagierte Prömel sich in der Förderung des wissenschaftlichen Nachwuchses. So war er 2002 für die Einführung der Juniorprofessuren an der HU Berlin als eine der ersten deutschen Universitäten verantwortlich. Zudem war er von 1999 bis 2008 Mitglied der Bundesjury beim Bundeswettbewerb Jugend forscht, zuletzt als Sprecher der Bundesjury.
Prömel war von 2001 bis 2007 Mitglied des Kuratoriums des Max-Planck-Instituts für molekulare Genetik in Berlin und von 2006 bis 2007 Mitglied des Kuratoriums des Max-Delbrück-Centrums (MDC) in Berlin. Er amtierte von Oktober 2008 bis 2010 als Sprecher der Konferenz der Hessischen Universitätspräsidien (KHU).
Von 2008 bis 2012 war er Vizepräsident für Governance, Personalstrukturen und Organisation der Hochschulrektorenkonferenz (HRK) und von 2011 bis 2013 hatte er das Amt des Vizepräsidenten der TU9, einer Allianz von neun führenden Technischen Universitäten in Deutschland, inne. Von Januar 2014 an wurde er dann für vier Jahre zum TU9-Präsidenten gewählt. 2013 wurde Prömel zum Sprecher der Arbeitsgemeinschaft der Technischen Universitäten Deutschlands in der HRK (ARGE TU) gewählt und amtierte bis 2018.
2010 wurde er vom Niedersächsischen Ministerpräsidenten in die Wissenschaftliche Kommission Niedersachsen berufen, der er bis 2016 angehörte.
Prömels internationales Engagement umfasste von 2009 bis 2019 die Mitgliedschaft des Universitätsrats der Vietnamesisch-Deutschen Universität in Ho Chi Minh-Stadt. Von 2015 bis 2019 war er Mitglied im President’s Advisory Council des Korea Advanced Institute of Science and Technology (KAIST), von 2016 bis 2019 Mitglied im Verwaltungsrat der Tongji-Universität in Shanghai und von 2018 bis 2019 Präsident des Europäischen Universitätsnetzwerks CLUSTER Darüber hinaus war Prömel von 2007 bis 2022 Kuratoriumsmitglied der Carlo und Karin Giersch-Stiftung an der TU Darmstadt und von 2019 bis 2022 Mitglied des Aufsichtsrats des Klinikums Darmstadt.
Seit 2019 ist Prömel unter anderem Vorsitzender des Wissenschaftlichen Beirats der TU Clausthal, Mitglied des Lenkungsausschusses des hessischen Kompetenzzentrums für Digitalisierung und Mitglied des Hochschulrats der Rheinland-Pfälzischen Technischen Universität Kaiserslautern-Landau.
Seit 2024 ist Prömel Mitglied des Advisory Boards der German University of Digital Sciences.

## Ehrungen und Auszeichnungen (Auswahl)
- Seit 2010 ist Prömel ordentliches Mitglied der Akademie für Technikwissenschaften (acatech), von 2014 bis 2018 war er Mitglied des Senats der acatech.
- 2013 erhielt er die Ehrendoktorwürde der École Centrale de Lyon (Frankreich)[14]
- 2015 erhielt er eine Ehrenprofessur der Mongolian University of Science and Technology, Ulaanbaatar (Mongolei)[15]
- 2020 erhielt er die Ehrendoktorwürde der University POLITEHNICA of Bucharest[16] (Rumänien)
- 2021 erhielt er die Johann-Heinrich-Merck-Ehrung der Wissenschaftsstadt Darmstadt.[17]

## Schriften (Auswahl)
- EW Mayr, HJ Prömel, A Steger (Hg.): Lectures on proof verification and approximation algorithms. Springer, Berlin 1998, ISBN 3-540-64201-3 (Digitalisat)
- B Korte, L Lovász, HJ Prömel, A Schrijver (Hg.): Paths, flows and VLSI layout. Springer, Berlin 1998, ISBN 3-540-52685-4
- The Steiner tree problem. A tour through graphs, algorithms, and complexity. Vieweg, Braunschweig 2002, ISBN 3-528-06762-4, zusammen mit Angelika Steger

- PG Kolaitis, HJ Prömel, BL Rothschild:  𝐾_ {𝑙+ 1}-free graphs: asymptotic structure and a 0-1 law. Transactions of the American Society, 1987. doi:10.2307/2000689
- HJ Prömel, A Steger: Excluding induced subgraphs III: a general asymptotic. Random Structures & Algorithms, 1992. doi:10.1002/rsa.3240030104
- HJ Prömel, A Steger: A new approximation algorithm for the Steiner tree problem with performance ratio 5/3. Journal of Algorithms, 2000. doi:10.1006/jagm.2000.1086